# Lithopanspermie
La lithopanspermie est une théorie scientifique qui affirme que la vie sur la Terre provient de collisions accidentelles entre celle-ci et des corps extraterrestres rocheux naturels, tels que des comètes ou des météorites,. La panspermie (sur l'apparition de la vie sur Terre) et la pathospermie (apparition de maladies nouvelles sur Terre) sont des théories connexes à la lithopanspermie.